# Стадион краља Бодуена
50° 53′ 44.54″ N 4° 20′ 2.70″ E / 50.8957056° С; 4.3340833° И
Стадион краља Бодуена (фр. Stade Roi Baudouin, хол. Koning Boudewijnstadion) је стадион са више намена у Бриселу, Белгија. Стадион је отворен 23. августа 1930., а на исти дан је отворен 1995. након реновирања. Најпознатији догађај на стадиону је Хејселска трагедија, урушење дела трибине у коме је погинуло 39 навијача.

## Историја
Свечано је отворен 23. августа 1930. (дан после 100 годишњице Белгије) као Stade du Jubilé или Jubelstadion (Јубилеј стадион) у присуству Принца Леополда. Саграђен је да би се улепшала Хејселска зараван. Стадион је у то време имао капацитет од 70.000 места. Дрвено тркалиште за бициклистичке трке је додано касније.
1946. стадион је преименован у Стадион Хејсел (енгл. Heysel Stadium). Био је домаћин финала Европског купа 1958, 1966, 1974 и 1985. и финала Купе победника купова 1964, 1976, 1980. и 1996. године. Највише гледаоца на стадиону у европским утакмицама је забележено 1958., када је било више од 66.000 гледалаца.
Иако је био стадион фудбалске репрезентације Белгије, Хејсел није био одржаван. Од финала Европског купа 1985., почео је се полако распадати. Стање стадиона било је тако лоше да су Ливерпулови службеници молили УЕФА да се финале не игра на Хејсел стадиону.

## Хејселска трагедија
Хејселска трагедија се догодила 29. маја 1985. године, пре финала Европског купа између Јувентуса и Ливерпула, када се, због хулиганизма, срушио један носиви зид стадиона. Погинуло је 39 људи, већином навијача Јувентуса. Догађај је за последицу имао избацивање свих енглеских фудбалских клубова из европских такмичења до 1990. године. Иако је кривица званично приписана навијачима Ливерпула, и стадион је делом крив јер је био у распадајућем стању. Због трагедије се после користио само за атлетику, па је и данас домаћин "Меморијала Ван Дам" сваке године.

## Обнова
Деценију након катастрофе, одлучено је да се стадион реновира и преименује у име „Стадион краља Бодуена“ са трошком од 1.500 милиона BEF (око 50 милиона $ 1995). Добио је име по краљу Бодуену I. Једини део који је остао од старог стадиона је улаз. Нови стадион је уз терен имао и атлетску стазу. Поново је отворен 23. августа 1995. као стадион фудбалске репрезентације Белгије и највећи белгијски стадион; имао је капацитет од 50.024 седећа места. На њему је одиграна прва утакмица Европског првенства 2000. које је Белгија организовала заједно са Холандијом.
Од 15. новембра 2006. фудбалска репрезентација Белгије поново игра на стадиону краља Бодуена након што је 26. маја 2006. Фудбалски савез Белгије одлучио да више не игра због сигурносних проблема, али се испоставило да су извештаји да стадион није сигуран били нетачни и да је стадион испуњавао сигурносне стандарде. Рагби репрезентација Белгије тест мечеве као домаћин игра на овом стадиону. Један меч купа европских шампиона између Расинга и Сарасенса 2012., је одигран на овом стадиону.